# Christian Rommel
Christian Balthasar Justus Rommel (* 27. Juli 1798 in Kassel; † 5. Juli 1857 ebenda) war ein deutscher Justizrat und Mitglied der kurhessischen Ständeversammlung.

## Leben
Christian Rommel wurde als Sohn des Generalsuperintendenten Justus Philipp Rommel (1753–1837) und dessen Ehefrau Maria Margaretha Cnyrim (auch Knyrim, 1758–1849) geboren. Nach seinem Studium der Rechtswissenschaften war er als Justizrat am Obergericht Marburg tätig, wo er den Vorsitz im Kriminalsenat führte. In dieser Funktion war er 1848 Mitunterzeichner des 
Hanauer Ultimatums der Demokraten in der Revolution von 1848 im Großherzogtum Hessen.
Von 1839 bis 1841 hatte er ein Mandat für die kurhessische Ständeversammlung. Diese wurde nach den Unruhen im Jahre 1830 zum Zweck der Beratung und Verabschiedung einer Verfassung gebildet und hatte bis 1866 Bestand, als das Land Hessen durch Preußen annektiert wurde. Danach wurden in Hessen Kommunallandtage nach preußischem Vorbild geschaffen: in Kassel der Kommunallandtag Kassel für den Regierungsbezirk Kassel und in Wiesbaden der Nassauische Kommunallandtag für den Regierungsbezirk Wiesbaden.
Rommel war zuletzt am Kreisgericht Rotenburg als Obergerichtsdirektor tätig, als er dort 1850 nach dem Einrücken der „Strafbayern“ seinen Abschied nahm. In dem Jahr rückten bayerisch-österreichische Besatzungstruppen in Hessen ein, die dort in einer Bundesintervention die Durchsetzung der konservativen Konterrevolution erzwangen.
Der Historiker Christoph Rommel und der Generalleutnant Theodor von Rommel waren seine Brüder.

### Auszeichnungen
- Geheimer Justizrat